# 白緣假鰓鱂
白緣假鰓鱂，為輻鰭魚綱鯉齒目假鰓鱂科的其中一種，被IUCN列為瀕危保育類動物，分布於非洲坦尚尼亞盧克瓦勒河以南半公里，達累斯薩拉姆和伊克維里之間的道路上的兩個水塘中記錄到，為特有種，它的自然棲息地是間歇性河流和灌木為主的濕地，本魚體延長，最大的特徵為魚鱗藍色金屬光澤，邊緣紅色，腹部黃色，尾鰭鮮紅色，背鰭、臀鰭黃色，具有數列紅色圓斑點，邊緣為白色，體長可達3.3公分，棲息在雜草生長的淺水域，生活習性不明，可做為觀賞魚。

## 擴展閱讀
維基物種上的相關：白緣假鰓鱂
1. ↑  Nagy, B.; Watters, B. . The IUCN Red List of Threatened Species. 2019, 2019: e.T61268A47242786  [15 November 2021]. doi:10.2305/IUCN.UK.2019-3.RLTS.T61268A47242786.en .
2. ↑  Eschmeyer, William N.; Fricke, Ron & van der Laan, Richard (编). . Catalog of Fishes. California Academy of Sciences.   [2 September 2019].